# Eksta kyrka
Eksta kyrka är en kyrkobyggnad i Eksta på Gotland. Den är församlingskyrka i Eksta församling i Visby stift.

## Kyrkobyggnaden
Kyrkan är murad av kalksten och består av långhus med rakt avslutat korparti, kyrktorn i väster och sakristia i öster. Ingångar finns i väster, via tornets bottenvåning, och mitt på sydfasaden. Det nuvarande långhusets västra hälft utgör ett romanskt långhus från 1200-talets början till vilket sannolikt hört ett smalare absidkor (rundade sockelstenar har bevarats). Det befintliga kyrktornet uppfördes senare under 1200-talet. 
Omkring år 1300 inleddes en aldrig fullföljd nybyggnad av kyrkan. Det gamla koret ersattes av ett nytt och högre med samma bredd som långhuset. Triumfbågsmuren och korets valv revs 1838–1840, så att långhus och korparti förenades till ett enda rum. Korets murar sänktes så att kor och långhus kunde läggas under gemensamt yttertak. Den gotiska korportalen flyttades något åt väster och nya stora symmetriskt placerade fönster togs upp. Ny sakristia i öster uppfördes, varvid en äldre på korets nordsida raserades. 
Eksta kyrka är en av de få gotländska kyrkor som kraftigt förändrats efter medeltiden, exteriören har därför nyklassicistiska drag, men med tydliga medeltida inslag. Tornet har kvar sin för många gotlandskyrkor vanliga avslutning med hög spira som vilar på murade torngavlar i varje väderstreck och genombryts av intakta rundbågiga kolonnettförsedda ljudöppningar i två våningar. Fyra medeltida portaler har bevarats. De i det ursprungliga långhusets syd- och nordfasader, vilkas yttre omfattningar frilades 1947, och i kyrktornet är romanska. (Nordportalen har sannolikt flyttats från det äldsta koret vid korbygget på 1300-talet.) Den mitt på sydfasaden är gotisk och har en rik arkitektonisk flersprångig omfattning. Kyrkans interiör täcks av ett enkelt tunnvalv av trä och enkla släta väggar på vilka enstaka kalkmålningar från 1400-talet blottats. 1838 inköptes den praktfulla predikstolen och altaruppsatsen, bägge från 1675 i Össeby där kyrkan förstörts av oväder. Samtidigt inköptes möjligen den glasmålningsruta från 1200-talets senare del som sitter i det runda fönstret i öster.
Kyrkan genomgick en mindre restaurering 1927 efter förslag av S. Brådhe och en yttre restaurering 1972.

## Inventarier
Av medeltida inredning och inventarier finns ingenting kvar i kyrkan.
- Vid ombyggnationen hämtades altaruppsats och predikstol från Össeby kyrka. Bägge är tillverkade 1675.
- Dopfunten i sandsten höggs 1642 i Burgsvik.
- Predikstol från 1675.
- Bänkinredningen är från början av 1900-talet.

### Orgel
- Orgeln byggdes 1889 av Åkerman & Lund Orgelbyggeri i Stockholm. Orgeln är mekanisk.

| Manual          | Pedal   | Koppel     |
| Borduna 16’ B/D | Bihängd | Man 4'/Man |
| Principal 8’    |         |            |
| Rörfleut 8’     |         |            |
| Salicional 8'   |         |            |
| Octava 4'       |         |            |

## Bildgalleri

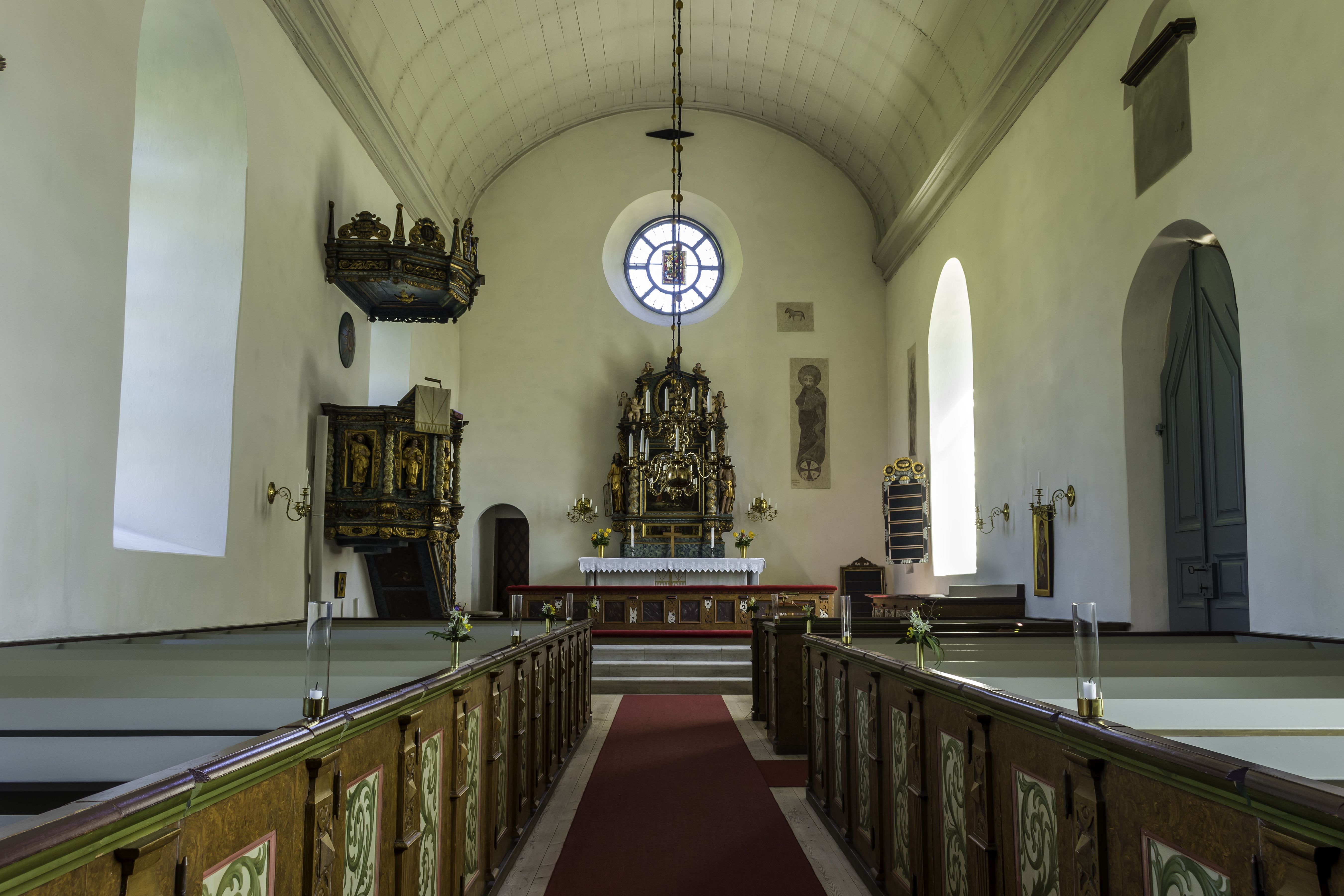
Interiör mot öster
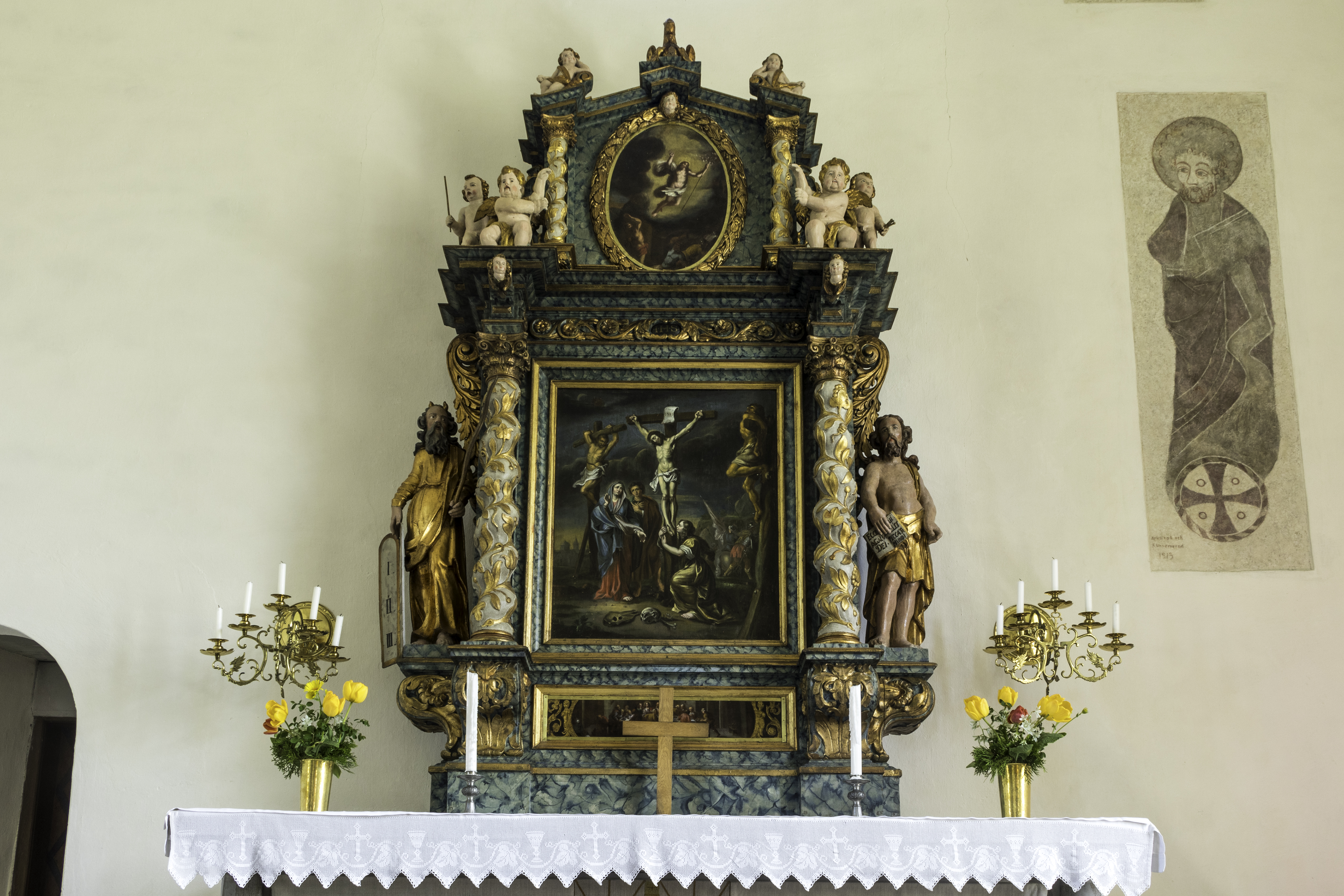
Altaruppsats 1675
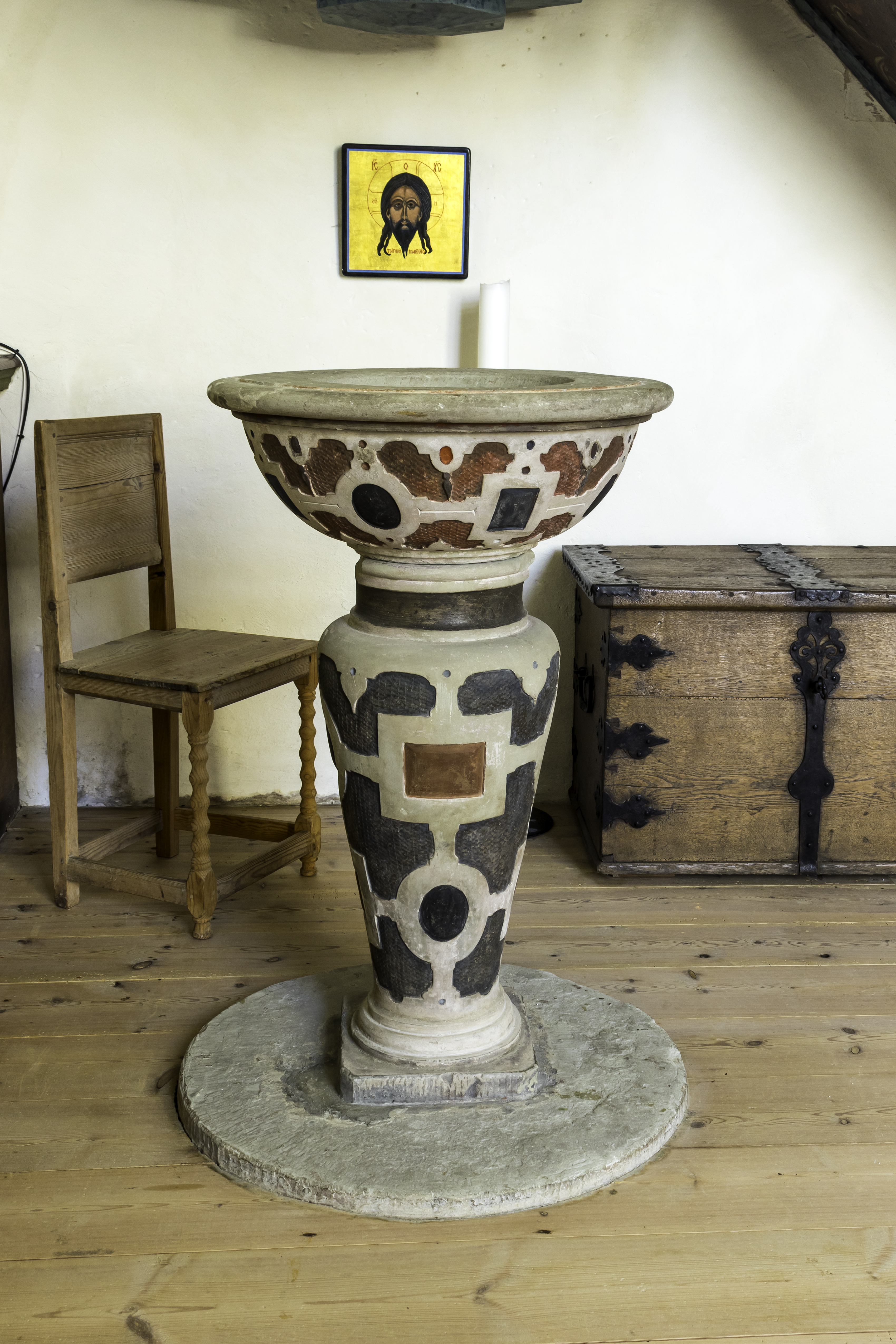
Dopfunt
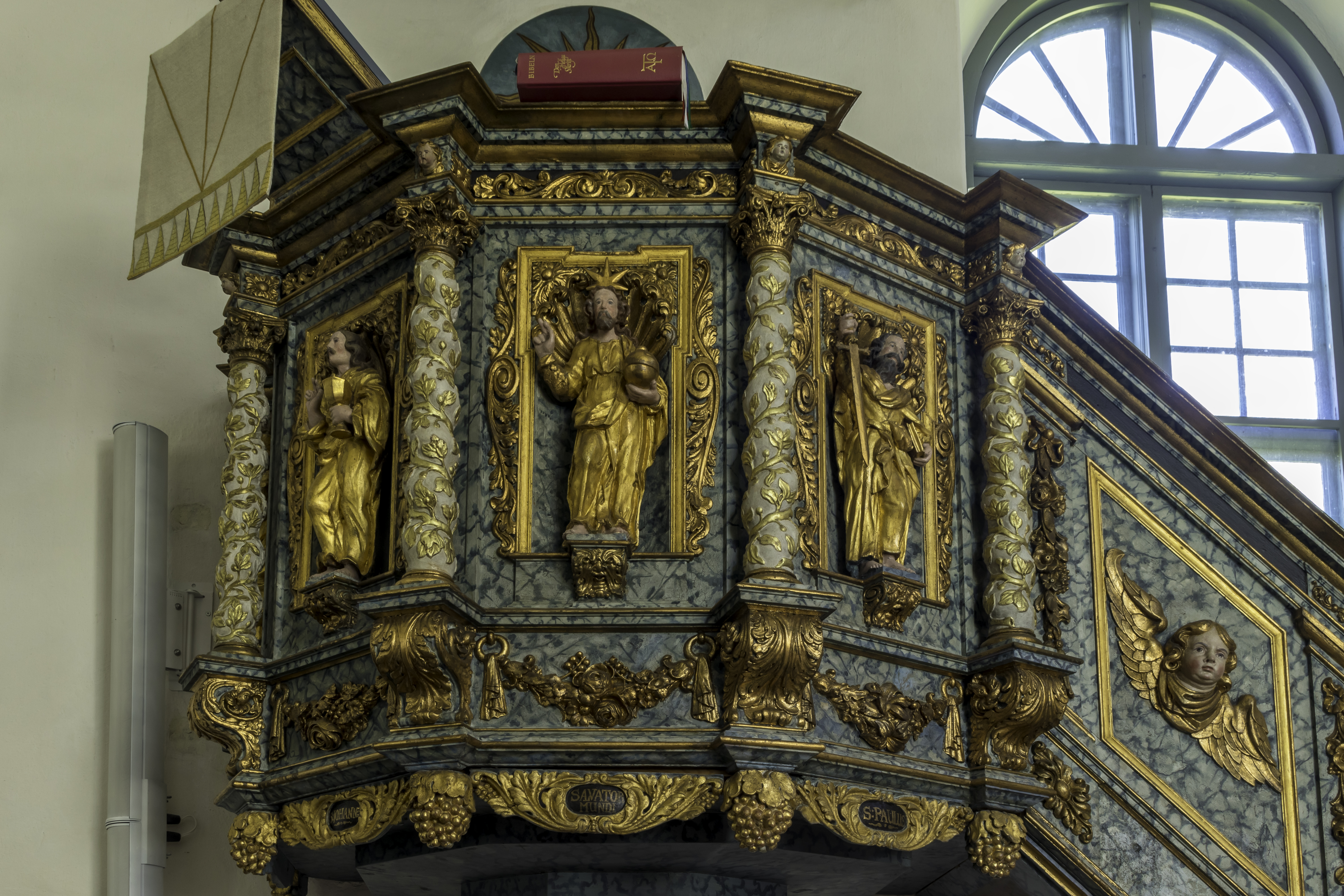
Predikstolens korg 1675
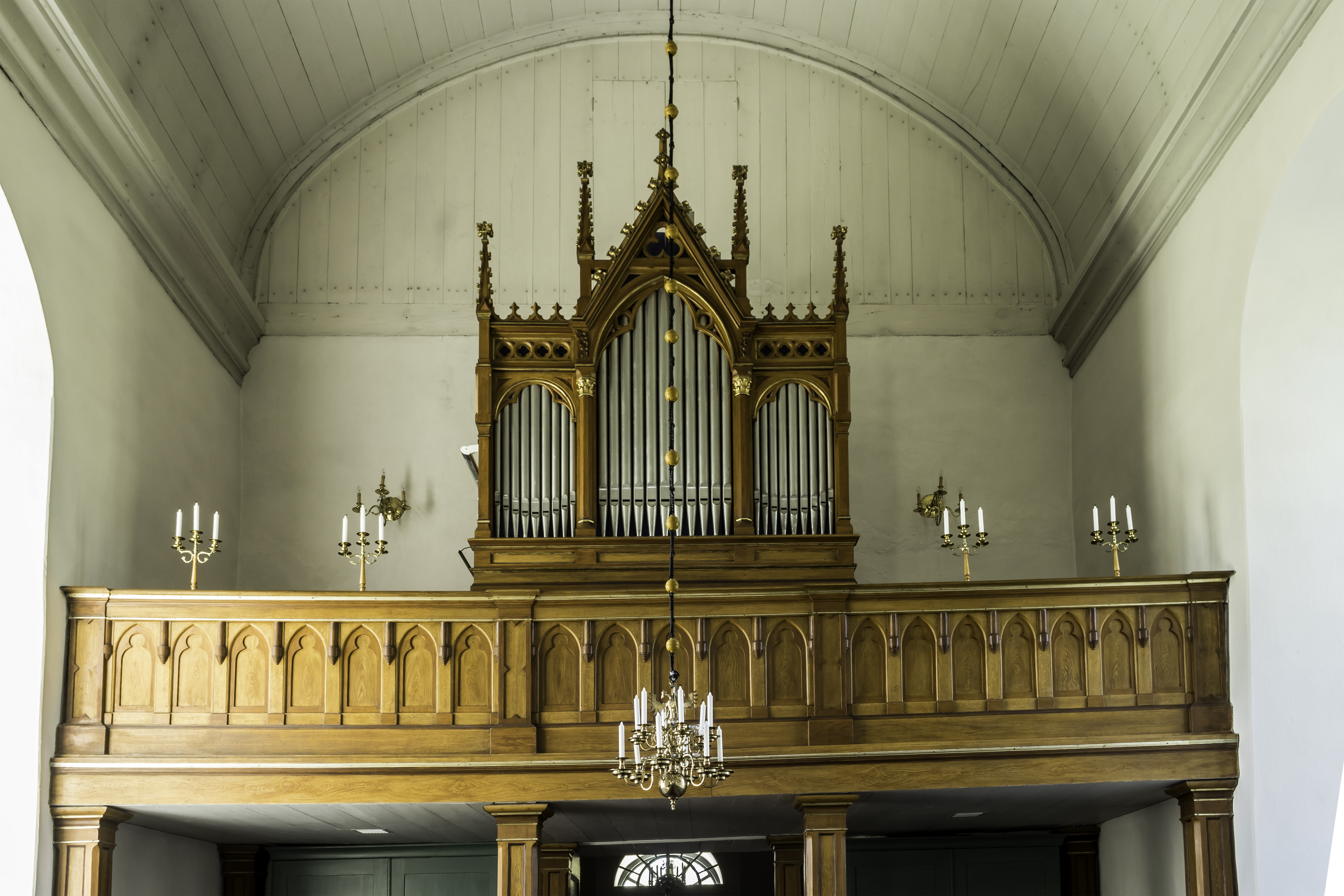
Orgeln